# Дома 1066 км
Дома 1066 км (рос. 1066 км) — починок в Малопургинському районі Удмуртії, Росія.

## Населення
Населення — 6 осіб (2010; 21 в 2002).
Національний склад станом на 2002 рік:
- удмурти — 52 %
- росіяни — 48 %